# Aéroport de Postville
L'aéroport de Postville est un aéroport situé à Terre-Neuve-et-Labrador, au Canada.

## Situation
| \| 200 km1:9 384 000 \| Saint Lewis-Fox Harbour Black Tickle Cartwright Charlottetown Hopedale Makkovik Mary's Harbour Nain Natuashish Port Hope Simpson Postville Rigolet St. Anthony Wabush William's Harbour Gander Saint-Jean Stephenville Deer Lake Goose Bay Churchill Falls |
| 200 km1:9 384 000 |

## Compagnies aériennes et destinations
| Compagnies   | Destinations                                             |
| ------------ | -------------------------------------------------------- |
| Air Borealis | Goose Bay, Hopedale, Makkovik, Nain, Natuashish, Rigolet |

Édité le 2/05/2025